# ジンメン
ジンメン（独: Simmern, ドイツ語発音: [ˈzɪmən]、正式名称：Simmern/Hunsrück）は、ドイツ連邦共和国ラインラント＝プファルツ州ライン＝フンスリュック郡にある市で、同郡の郡庁所在地である。ジンメン連合自治体（独: Verbandsgemeinde Verbandsgemeinde Simmern/Hunsrück）の行政庁所在地でもある。

## 姉妹都市
- - ミジャンヌ(Migennes)（フランス）[3]